# هندسة أنظمة الطاقة

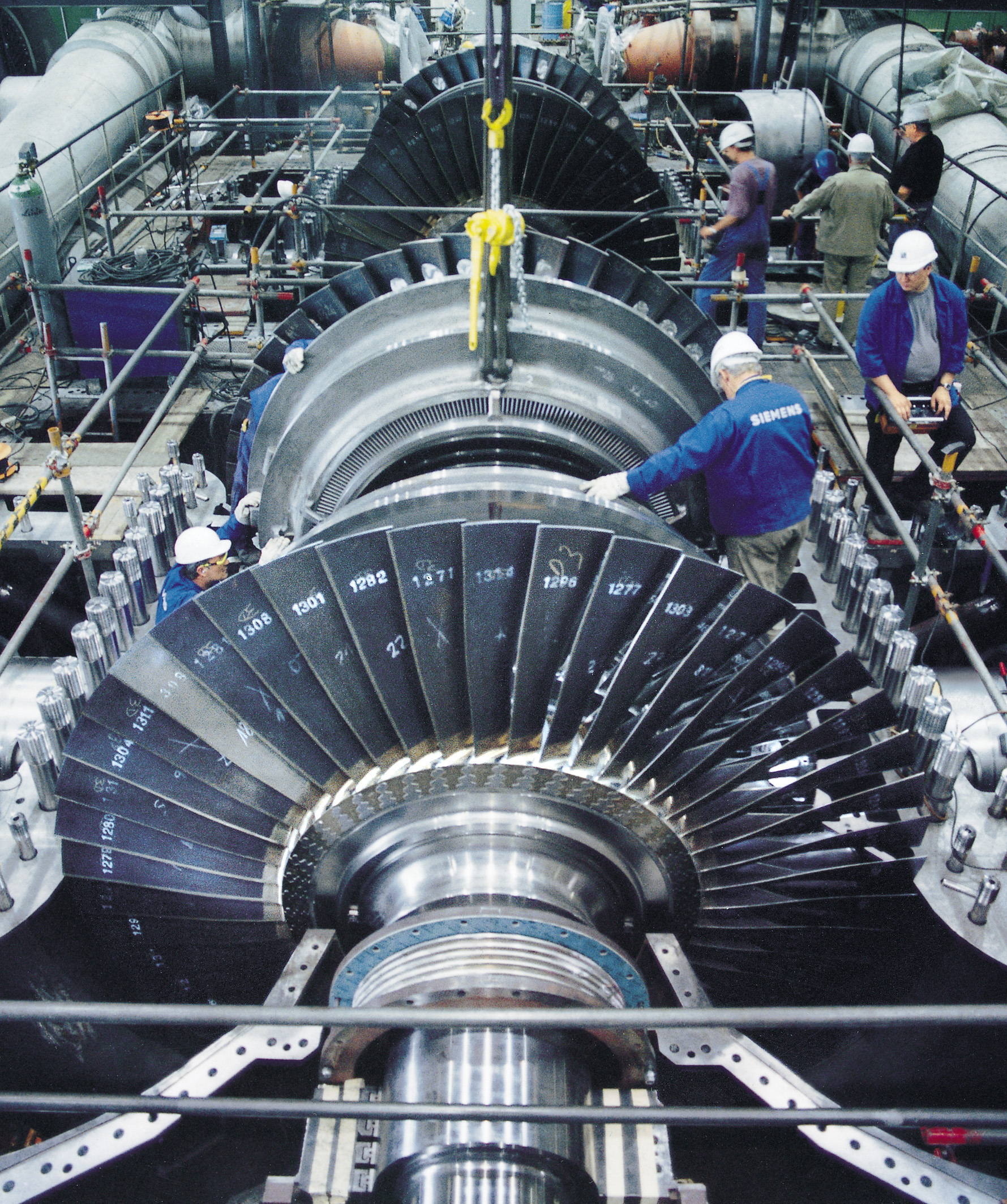
توربينة بخارية تستخدم لتوليد الطاقة الكهربية.

هندسة الطاقة، وتسمى أيضا هندسة أنظمة الطاقة أو هندسة القدرة. هو أحد فروع هندسة الطاقة التي تتعامل مع توليد ونقل وتوزيع الكهرباء فضلا عن الأجهزة الكهربائية المتصلة بتلك الأنظمة التي تشمل المولدات الكهربائية والمحركات والمحولات. على الرغم من أن كثيرا من هذا المجال مهتم بالأمور المتعلقة بالتيارثلاثي الأطوار المتردد المتمثلة في نقل وتوزيع الطاقة في مختلف أنحاء العالم الحديث، فإن جزءا كبيرا من المجال يهتم بالتحويل بين التيار المتردد والتيار المستمر وكذلك تطوير أنظمة الطاقة المتخصصة مثل تلك المستخدمة في الطائرات أو لشبكات السكك الحديدية.

## أساسيات الطاقة الكهربائية
الطاقة الكهربائية هي حاصل الضرب الرياضي للكميتين (التيار والجهد)، يمكن لهاتين الكميتين التغير مع الزمن في حالة التيار المتردد أو تظل عند مستويات ثابتة في حالة التيار المستمر.
معظم الثلاجات، مكيفات الهواء، المضخات والآلات الصناعية تستخدم طاقة التيار المتردد. بينما تستخدم معظم أجهزة الكمبيوتر والمعدات الرقمية طاقة التيار المستمر (الأجهزة الرقمية التي تدمج في التيار الكهربائي(الحائط)عادة ما تحتوي علي محول طاقة داخلية أو خارجية لتحويل التيار المتردد إلي التيار المستمر). طاقة التيار المتردد لديها ميزة كونها سهلة التحويل بين الفولتيات وإمكانية توليدها واستخدامها من قبل الآلات الفرشية. طاقة التيار المستمر لا تزال الخيار الوحيد العملي في الأنظمة الرقمية، ويمكن أن تكون أكثر اقتصادية للنقل لمسافات طويلة في الفولتية العالية جدا (انظر تيار الجهد العالي المستمر).
القدرة على تحويل -بسهولة - جهد طاقة التيار المتردد مهم لسببين، أولا: يمكن أن تنتقل الطاقة لمسافات طويلة مع أقل الخسائر في الفولتيات العالية. لذا في شبكات الطاقة حيث عملية توليد الطاقة بعيدة عن الأحمال الكهربائية، فمن المستحسن رفع جهد الطاقة عند نقطة التوليد ثم تنحي الجهد بالقرب من الأحمال.ثانيا، غالبا ما يكون أكثر اقتصادا لتركيب التوربينات(العنفة) التي تنتج فولتيات أعلي من المستخدمة من معظم الأجهزة، وبالتالي فإن القدرة على تحويل الفولتية بسهولة يعني إمكانية تنظيم عدم التجانس بين الفولتيات بسهولة.
أجهزة المواد الصلبة الحالة، والتي هي نتاج ثورة أشباه الموصلات.تتيح إمكانية تحويل طاقة التيار المستمر إلي فولتيات مختلفة وبناء آلات التيار المستمر الفرشية وأيضا التحويل بين طاقتي التيار المتردد والمستمر. ومع ذلك، الأجهزة ذو تكنولوجيا المواد الصلبة الحالة غالبا ما تكون أكثر تكلفة من نظيراتها التقليدية، لذلك لا تزال طاقة التيار المتردد في استخدام واسع النطاق.

## الطاقة
هندسة الطاقة تتعامل مع توليد ونقل وتوزيع الكهرباء فضلا عن تصميم مجموعة من الأجهزة ذات الصلة. وهذه تشمل المحولات والمولدات الكهربائية والمحركات الكهربائية.

## عناصر هندسة الطاقة
هندسة الطاقة هي شبكة مترابطة من العناصر التي تحول أشكال مختلفة من الطاقة إلى طاقة كهربائية. هندسة الطاقة الحديثة تتكون من ثلاثة نظم فرعية رئيسية هي: نظام توليدالطاقة، نظام نقل الطاقة ونظام توزيع الطاقة. في نظام توليد الطاقة، محطة توليد الطاقة تولد الكهرباء. نظام نقل الطاقة ينقل الكهرباء إلى مراكز الأحمال. نظام توزيع الطاقة يواصل نقل الطاقة إلى العملاء.

## توليد الطاقة
توليد الطاقة الكهربائية هو عملية يتم بموجبها عملية تحويل الطاقة إلي طاقة كهربية -شكل آخر من أشكال الطاقة المختلفة-، هناك العديد من العمليات التحويلية المختلفة، ومن بينها التحويل إلي الطاقة الكيميائية، الطاقة الضوئية، والطاقة الكهروميكانيكية. عملية تحويل الطاقة الكهروميكانيكية تتمثل في تحويل الطاقة من الفحم، البترول، الغاز الطبيعي واليورانيوم إلي طاقة كهربائية.هذه جميعها- باستثناء عملية تحويل طاقة الرياح- لديها ميزة اقتران مولد التيار المترددAC بالتوربينات البخارية، الغازية أو التوربينات المائية كما في التوربينات التي تحول البخار، الغاز أو تدفق المياه إلي طاقة حركة دورانية ومن ثم يقوم المولد الكهربائي بتحويل طاقة الحركة الدورانية للتوربين إلي طاقة كهربائية، هذه العملية التحويلية(توربين -مولد كهربائي) هي حتي الآن الأكثر اقتصادا، وبالتالي الأكثر شيوعا في الصناعة اليوم.
ماكينة التيار المتردد المتزامنة هي الأكثر شيوعا لتوليد الطاقة الكهربائية، وهي تسمي متزامنة نظرا لدوران المجال المغناطيسي المركب الناتج عن لفات العضو الثابت الثلاثة بنفس سرعة المجال المغناطيسي الناتج عن لفات المجال علي العضو الدوار. يستخدم نموذج مبسط (دائرة كهربية معينة) لتحليل شروط التشغيل الثابت لجهاز متزامن. الرسم التخطيطي الزاوي اداة فعالة لتصور العلاقات بين الجهد الداخلي وتيار الإطار الحامل والجهد الطرفي (الانتهائي). نظام التحكم الحثي يستخدم في الماكينات التزأمنية لتنظيم الجهد الطرفي، ويستخدم نظام التحكم التوربيني لتنظيم سرعة الماكينة.
يتم تحديد التكاليف التشغيلية لتوليد الطاقة الكهربائية عن طريق تكلفة الوقود وكفاءة محطة توليد الطاقة الكهربائية. تعتمد الكفاءة علي مستوي توليد الطاقة ويمكن الحصول عليها من منحني معدل الحرارة.وربما يجوز لنا الحصول علي منحني التكلفة الزائدة من المنحني الأول.. إرسال الاقتصادية هي عملية تخصيص طلب الحمل المراد بين وحدات التوليد المتاحة بحيث يتم تقليل تكلفة التشغيل.

## نقل الطاقة
ويتم نقل الكهرباء لمواقع الأحمال من محطة توليد الكهرباء إلى النظام الفرعي للانتقال.ولذلك قد نفكر في نظام النقل علي انه وسط لنقل الطاقة الكهربائية. ويمكن تقسيم نظام النقل إلي نظام النقل الضخم والنظام الفرعي للنقل. وظائف نظام نقل الجزء الأكبر(الضخم)من الطاقة تكون لربط المولدات الكهربائية، للربط بين المناطق المختلفة للشبكة، ونقل الطاقة الكهربائية من المولدات إلى مراكز الأحمال الكبيرة. ويسمى هذا الجزء من النظام «بالضخم» لأنها توفر الطاقة فقط للأحمال الكبيرة مثل نظام التوزيع لبلدة أو مدينة أو المنشآت الصناعية الكبيرة. وظيفة النظام الفرعي للانتقال هي ربط نظام الطاقة(الضخم)مع نظام التوزيع.
نظام النقل هو نظام نقل متكامل للغاية، يرجع هذا إلي معدات المحطة الفرعية وخطوط النقل. معدات المحطة الفرعية تحتوي علي المحولات، المرحلات والقواطع. المحولات أجهزة ثابتة هامة تقوم بنقل الطاقة الكهربائية من دائرة ما خلال النظام الفرعي للانتقال. تستخدم المحولات لرفع الجهد على خط النقل للحد من فقدان الطاقة التي تبدد على الطريق. المرحلات هي وظيفيا أجهزة استشعار لمستوي معين؛ تؤدي إجراء تبديل عند استشعار وصول أو زيادة الجهد أو التيار لقيمة محددة وقابلة للتعديل. قاطع الدائرة الكهربائية هو مفتاح أوتوماتيكي يحمي المحركات الكهربائية، والوصلات المنزلية، وخطوط القدرة طويلة المدى، والدوائر الكهربائية الأخرى، من الضرر الناتج عن مرور تيار كهربائي عال جداً. التغيير في حالة أي عنصر واحد تؤثر تأثيرا كبيرا على تشغيل النظام بأكمله. هناك ثلاثة أسباب محتملة لفرض قيود على تدفق الطاقة إلى خط النقل. هذه الأسباب هي:. الحمل الزائد الحراري، عدم استقرار الجهد وعدم استقرار زاوية الدوار. الحمل الزائد الحراري يتسبب فيه تدفق التيار بصورة مفرطة في دائرة كهربية مسببا ارتفاع درجة الحرارة. ويقال أن عدم استقرار الجهد يحدث عندما تتجاوزالطاقة المطلوبة- للحفاظ على الجهد عند أو فوق المستويات المقبولة- الطاقة المتاحة. عدم استقرار زاوية الدوار هي مشكلة ديناميكية قد تحدث أخطاء تالية، مثل دارة قصر، في نظام النقل. انه قد يحدث أيضا عشرات الثواني بعد خطأ ما بسبب استجابة متذبذبة ضعيفة أو غير واضحة لحركة الدوار.

## توزيع الطاقة
نظام التوزيع ينقل الطاقة من نظام النقل إلى العميل. المعدات المرتبطة بنظام التوزيع تشمل محولات المحطة الفرعية (المتصلة بنظم النقل وخطوط التوزيع من المحولات للعملاء) ومعدات الحماية والتحكم بين المحول والعميل. معدات الحماية تشمل واقيات الصواعق، قواطع الدائرة الكهربائية والفواصم. وتشمل معدات التحكم منظمات الجهد، المكثفات، التبديلات ومعدات إدارة الطلب من الجانبين.

## انظرايضا
- نقل الكهرباء
- توزيع الكهرباء
- توليد الكهرباء
- هندسة ميكانيكية
- هندسة كهربائية
- هندسة زراعية
- هندسة معمارية
- هندسة مدنية
- هندسة بيئية
- هندسة النقل
- هندسة بحرية
- هندسة جيوتكنيكية
- هندسة كيميائية
- هندسة صناعية
- هندسة النفط
- هندسة الطيران والفضاء
- هندسة الصواريخ
- هندسة البرمجيات
- هندسة النظم
- هندسة الشبكات
- هندسة الاتصالات
- هندسة إلكترونية
- الهندسة الطبية الحيوية
- هندسة الوراثة
- هندسة المعادن والمناجم
- هندسة الطاقة
- هندسة نووية
- هندسة وقائية
- هندسة المرور
- هندسة المعلومات
- هندسة الطرق
- هندسة طبية حيوية
- هندسة الإنشاءات
- هندسة التحكم
- هندسة الري
- هندسة السيارات
- هندسة الجيوماتكس
- هندسة جيولوجية
- هندسة النسيج
- هندسة الزلازل
- هندسة الإنتاج
- هندسة بالاديو
- هندسة الصيانة
- هندسة الفضاء
- هندسة الوقاية الكهربائية
- هندسة عكسية
- هندسة دقيقة
- هندسة مياه وبيئة
- هندسة النسج
- هندسة صحية
- هندسة بصرية
- هندسة غذائية
- هندسة هيدروليكية
- اقتصاديات الهندسة